# Lotus creticus
Espèce
Lotus creticus est une espèce de plantes à fleurs de la famille des Fabaceae. C'est une plante vivace que l'on trouve en Europe, en Asie, et Afrique tropicale.
Il est compétent en matière de symbiose et s'engage dans des interactions symbiotiques de fixation de l'azote avec des espèces de bactéries du genre Ensifer.
Il comprend trois variétés que l'on trouve en Méditerranée, bien qu'il y ait une certaine controverse quant à savoir si chaque sous-groupe peut être considéré comme la même espèce, mais ils sont classiquement décrits comme des sous-groupes. Les variétés se composent de la var. creticus à poils soyeux, la plus couramment citée, qui est largement répandue dans la partie occidentale de la côte, de la var. glabrescens, non soyeuse, qui a une distribution méditerranéenne occidentale, et de la var. collinus, méditerranéenne orientale, qui n'est pas non plus soyeuse et peut être décrite par de longs pétioles et pédoncules

## Morphologie
Lotus creticus a été décrit comme une herbe pérenne avec des tiges de 20 à 70 cm et jusqu'à 150 cm de long, avec une apparence diffuse, copieusement ramifiée et densément grise et soyeuse.
Les folioles sont charnues et oblancéolées-cunéiformes
Les pédicelles sont décrits comme courts et les bractées comme composées, égales ou plus courtes que le calice.
Les fleurs sont en ombelles de 4-8, sur des pédoncules axillaires.
Les fleurs ont une corolle jaune et deux fois le calice avec des gousses linéaires de 12-18 lignes de long, turgescentes avec 9-15 graines par gousse.

## Symbiose
Il a été constaté que Lotus creticus entretient une symbiose fixatrice d'azote avec Ensifer numidicus.

## Distribution
Lotus creticus est originaire de la côte méditerranéenne espagnole et peut être trouvé dans une large gamme d'habitats allant des sols sablonneux aux sols salins lourds et du niveau de la mer à des altitudes élevées.

## Taxonomie
L'espèce a été créée et décrite par Charles Linné et publiée dans Species Plantarum, vol. 2, p. 775 en 1753, sous le nom de Lotus cretica et avec un locus typicus en Syrie et en Crète ; d'où le nom spécifique de Lotus cretica.

## Importance
Lotus creticus est utilisé en agriculture comme alternative aux plantes de couverture traditionnelles, car il a une croissance rapide, des rendements plus élevés que les alternatives traditionnelles et est considéré comme résistant à la sécheresse. L. creticus est également considéré comme un candidat important pour les programmes de re-végétalisation en Europe. C'est une plante pionnière et elle peut progresser rapidement dans les sols pauvres. Dans des études comparant des espèces similaires dans la bio-remédiation, L. creticus a montré les plus hauts niveaux de dominance aux stades initiaux et les plus anciens de la re-végétalisation.